# Liên mộc
Liên mộc hay sẹ (danh pháp: Symphytum officinale) là loài thực vật có hoa trong họ Mồ hôi. Loài này được L. mô tả khoa học đầu tiên năm 1753.